# Barbara Radziwiłłówna (dramat)
Barbara Radziwiłłówna – tragedia Alojzego Felińskiego napisana w latach 1809–1811, po raz pierwszy wystawiona w 1817 w Teatrze Narodowym, opublikowana w 1820.
Dramat, spełniający reguły poetyki klasycystycznej, ukazuje historię miłości Zygmunta Augusta, ostatniego króla z dynastii Jagiellonów, i Barbary Radziwiłłówny, pochodzącej z litewskiego rodu Radziwiłłów. Osią sztuki jest konflikt między racją stanu a prywatnym szczęściem władcy. Wydarzenia historyczne przekształcone zostały w taki sposób, by ukazywać istotę dziejów I Rzeczypospolitej. Utwór uważany był za szczytowe osiągnięcie polskiego dramatu klasycystycznego.